# James Steuart
James Steuart (Edimburgo, 21 ottobre 1713 – Coltness, 26 novembre 1780) è stato un economista britannico.
Noto giacobita scozzese, fu l'autore del primo libro che riportava nel titolo il termine "economia politica".
Nel 1773, a seguito di un'eredità fondiaria, cambiò il suo cognome in Steuart Denham, divenendo 3° baronetto di Goodtrees e 7° di Coltness.

## Biografia

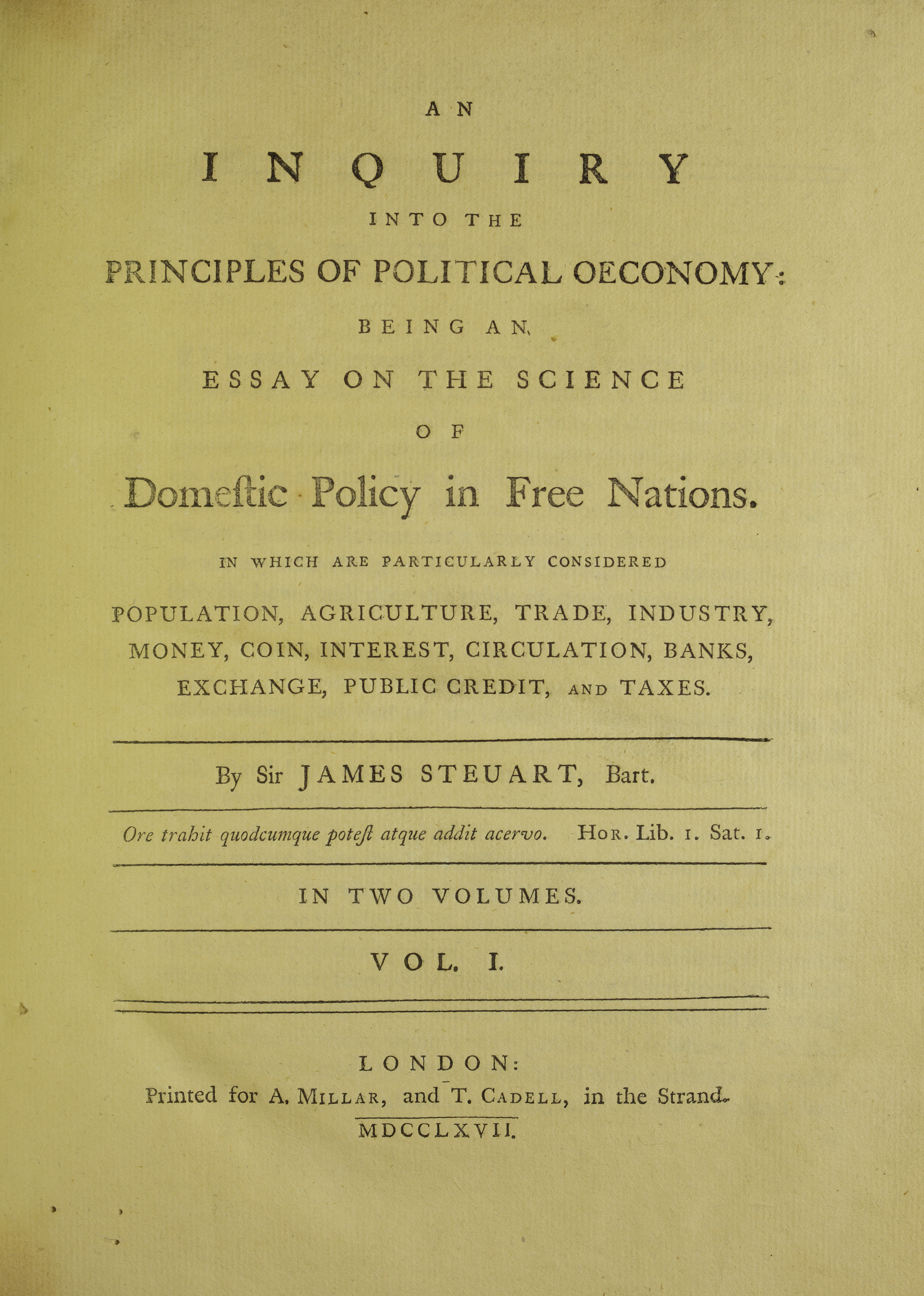
Inquiry into the principles of political oeconomy, 1767

Nato a Edimburgo nel 1713, era figlio di sir James Steuart, solicitor general (alto funzionario dello Stato nei sistemi di Common law) per la Scozia sotto la regina Anne e Giorgio I. Dopo la laurea presso l'università di Edimburgo fu ammesso allo Scottish Bar all'età di ventiquattro anni. Successivamente viaggiò per l'Europa; durante il soggiorno a Roma entrò in contatto con Charles Edward Stuart, leader del movimento giacobita. Partigiano degli Stuart, tra il 1745-1746 combatté a Edimburgo nella battaglia di Culloden, dopo la quale fu costretto all'esilio nel continente europeo, dove rimase fino al 1763. 
La sorella Margaret Calderwood decise con i figli e la servitù di intraprendere un viaggio fino in Belgio per andare alla ricerca del fratello. Nel corso del viaggio scrisse dei diari, raccolti in volumi, che narrano non solo il viaggio ma anche tutto ciò che incontrava dall'agricoltura al costume locale, dalla gestione dei terreni coltivabili alle vie di trasporto sia via terra che fluviali, comprese le pratiche religiose ed educative dei paesi che attraversava. 
Solo nel 1771, perdonato completamente per la sua partecipazione alla ribellione, fu riammesso in Inghilterra. Nel 1773, a seguito di un'eredità fondiaria ricevuta dal cugino, baronetto di Coltness, cambiò il suo cognome in Steuart Denham. Morì nel 1780 nella residenza di famiglia a Coltness, Wishaw, nel Lanarkshire.

## Scritti e pensiero
Nel 1767 Steuart pubblicò An Inquiry into the Principles of Political Economy, il primo libro scritto da un economista scozzese con “political economy” (economia politica) nel titolo, spiegando l'uso del termine come di seguito:
Il saggio era il più completo e sistematico studio sulla scienza dal punto di vista di un mercantilista moderato apparso in Inghilterra e anche il primo trattato completo di economia ad apparire ovunque. Anche il filosofo tedesco Hegel riconobbe l'importanza del libro e ne scrisse un commento nel 1799.
Sebbene spesso considerato parte dell'illuminismo scozzese che ha prodotto David Hume e Adam Smith, il pensiero economico di Steuart risale all'epoca mercantilistica precedente. Il mercantilismo era la scuola di pensiero che riteneva che un saldo positivo della bilancia commerciale fosse di primaria importanza per ogni nazione e richiedesse un divieto all'esportazione di oro e argento. Questa teoria ha condotto a elevate tariffe protezionistiche per massimizzare l'uso delle risorse nazionali, all'espansione coloniale e all'esclusività del commercio con queste colonie. I tentativi britannici di seguire le idee mercantiliste condussero alle quattro guerre di navigazione anglo-olandesi e alle guerre di indipendenza americana del 1776-1781 e del 1812.
Nel 1815 la Gran Bretagna adottò inoltre una tariffa elevata, chiamata Corn Laws, su tutto il grano importato seguendo il suggerimento dei consulenti mercantalisti. Il dibattito sulle leggi del mais sarebbe stato aspro e avrebbe dominato la discussione politica e occupato tutti i governi britannici fino al 1846, anno in cui le Corn Laws furono abrogate. A livello di ogni singola transazione di vendita, il mercantilismo riteneva che il profitto fosse sviluppato al momento della vendita. Steuart invece riteneva che il profitto fosse un semplice "sovrapprezzo" sull'alienazione della merce. Steuart non era un mercantilista puro, tuttavia credeva in una "forma scientifica di mercantilismo". Steuart riteneva che tutto il profitto nascesse dal venditore che "sovraccaricava" l'acquirente in ogni singola transazione di vendita. Tuttavia, Steuart ammetteva che il "profitto" ottenuto attraverso lo scambio "fluttuasse" con l'aumento e / o la diminuzione della domanda. Ancora come tutti i buoni mercantilisti, l'occhio di Steuart rimase sullo scambio come creatore del profitto e non riconosceva alcun valore in una merce prima della vendita.
Steuart fu uno degli ultimi rappresentanti della scuola mercantilista del pensiero economico.
Anche se l'opera sembra essere stata ben accolto, il suo impatto è stato oscurato dalla Wealth of Nations di Smith, pubblicata solo nove anni più tardi. È interessante notare come Adam Smith non citi mai né menzioni il saggio di Steuart, sebbene ne fosse a conoscenza. È stato sostenuto che Smith evitasse di trattare gli argomenti di Steuart perché essi avrebbero minato la sua Utopia. Gli attacchi al mercantilismo nella Ricchezza delle nazioni sembrano essere stati principalmente diretti contro Steuart. Sebbene Smith sembri ritenere che la conversazione di Steuart fosse migliore di quella del suo libro, probabilmente preferì evitare controversie.
Il libro di Steuart è stato ricevuto molto più favorevolmente un secolo dopo dai membri della Scuola Storica di economia.

## Famiglia e titoli
Sir James Steuart era discendente di un altro sir James Stewart, cavaliere e mercante di Edimburgo. Convinto Presbiteriano, supportò Carlo II nella Guerra Civile Britannica del 1642-1660. Questo sir James morì nel 1681, dopo aver raggiunto una discreta ricchezza, tanto da potersi permettere di comprare possedimenti terrieri per i suoi figli; tre di questi sono stati tanto importanti da poter ricevere il titolo di Baronetti dopo la Gloriosa Rivoluzione del 1688: sir Thomas Steuart di Coltness era il primo figlio; sir James Steuart di Goodtrees, “Lord Advocate”, il quarto figlio; sir Robert Steuart di Allandale, il più giovane dei sette figli. Sir James Steuart di Goodtrees era il nonno del protagonista di questo articolo, per cui suo padre, anche lui sir James Steuart, era il più vecchio figlio di Lord Advocate, ed è cresciuto fino ad arrivare “Solicitor Generale” di Scozia.
Il terzo sir James Steuart di Goodtrees, e protagonista di questo articolo, ereditò la carica di baronetto e di proprietario terriero all'età di quattordici anni; acquisì inoltre molti dei possedimenti di suo cugino, il più grande degli Steuart. Sir Thomas Steuart di Coltness si sposò due volte: la prima volta con Margaret Elliot, la matrigna di sua figlia, e poi con Susan, la sorella di sir William Denham, (primo Baronetto di Westshield, che ricopriva la più alta carica all'interno della Zecca Reale di Scozia), dalla quale ebbe quattordici figli da lei. Il più grande di questi vendette i possedimenti e le residenze (ma non il titolo) di Coltness a suo zio, sir James Steuart, il Lord Avocate nel 1712. Il protagonista dell'articolo è quindi spesso chiamato anche di Coltness, in quanto la casa era sua. Una volta venduto i possedimenti di Goodtrees, ritornò in Francia.
Da allora, l'ultimo figlio sopravvissuto di sir Thomas Steuart, ha ereditato il titolo di baronetto di Coltness da suo padre; ha inoltre ereditato la proprietà e il titolo di baronetto di Denham di Westshield da parte di sua madre; decise quindi di chiamarsi sir Archibald Steuart Denham, Baronetto. Quando sir Archimbald morì, nel 1773, il baronetto di Coltness and le proprietà di Steuart, passarono a sir James Steuart; il titolo di Denham e le proprietà passarono all'ultimo degli Denham, il nipotino di sir Archibald dalla parte di sua madre, che prese il nome di sir William Lockhart Denham. Quando morì tre anni dopo, nel 1776, il titolo di baronetto di Denham si estinse; lasciò le sue proprietà, incluse le terre di Westshield, a sir James Steuart, il quale assunse il nome di Denham, anche se non ne era discendente.
Per gli ultimi quattro anni della sua vita, dunque, egli si chiamò sir James Steuart Denham, Baronetto di Coltness e Westshield. Il suo libro più importante e le sue postume raccolte di lavoro, furono pubblicate come sir James Steuart; nella letteratura economica viene anche chiamato sir James Steuart Denham.
Ha avuto un figlio, un altro sir James Steuart Denham, nato nel 1744, prima del trasferimento in Francia. Questo figlio che si chiamò Denham in Inghilterra e Steuart in Scozia, modificò l'intero lavoro del padre, divenne membro del Parlamento e Colonnello di Scots Greys. Visse fino a novantacinque anni, ufficiale in comando della British Army. Alla sua morte, entrambi i titoli di baronetto andarono a suo cugino, il nipote del più piccolo dei figli di Lord Avocate, il quale morì nel 1851.
Fonti attendibili differiscono su quando e su chi il titolo di baronetto di Goodtrees fu affidato. Fu in onore di Lord Avocate, ma mentre l'Oxford Dictionary of National Biography due volte dice che fu conferito a lui nel 1965, il Complete Baronetcy afferma che è stato affidato a suo figlio, il futuro Solicitor General, nel 1705, in occasione del matrimonio del figlio, mentre ancora il padre era in vita. La primaria importanza di questo problema è numerare i baronetti; non è impensabile che entrambi i casi si siano verificati.

## Opere
- Apologie du sentiment de Monsieur le Chevalier Newton sur l'ancienne chronologie des Grècs, 1757
- Abhandlung von den Grundsätzen der Münzwissenschaft, mit einer Anwendung derselben auf das deutsche Münzwesen, aus der englischen Originalhandschrift übersetzt, 1761 [English trans. Dissertation upon the doctrine and principles of money applied to the German coin, first pub. 1805
- Observations on the advantages arising to the public from good roads, 1766
- (EN) Inquiry into the principles of political oeconomy, vol. 1, London, Andrew Millar, Thomas Cadell, 1767.
- (EN) Inquiry into the principles of political oeconomy, vol. 2, London, Andrew Millar, Thomas Cadell, 1767.
- Observations on Dr Beattie's Essay on the nature and immutability of truth, 1771
- Observations on the new bill for altering and amending the laws which regulate the qualifications of freeholders, 1775
- Dissertation concerning motives of obedience to the laws of God, 1779
- A Plan for introducing an uniformity of weights and measures within the limits of the British Empire, 1790